# (4108) Rakos
(4108) Rakos (3439 T-3) – planetoida z pasa głównego asteroid okrążająca Słońce w ciągu 4,29 lat w średniej odległości 2,64 j.a. Odkryta 16 października 1977 roku.